# Tín hiệu cầu cứu
Tín hiệu cầu cứu (tên tiếng Anh: Blink Twice) là một bộ phim điện ảnh Mỹ thuộc thể loại tâm lý – giật gân ra mắt vào năm 2024 do Zoe Kravitz làm đạo diễn, viết kịch bản và đồng sản xuất trong tác phẩm đầu tay của cô. Tác phẩm có sự tham gia diễn xuất của các diễn viên gồm Naomi Ackie, Channing Tatum, Christian Slater, Simon Rex, Adria Arjona, Haley Joel Osment, Kyle MacLachlan, Geena Davis và Alia Shawkat.
Bộ phim có buổi ra mắt tại rạp DGA vào ngày 8 tháng 8 năm 2024, sau đó tác phẩm được Amazon MGM Studios thuộc Metro-Goldwyn-Mayer phát hành tại Mỹ vào ngày 23 tháng 8 năm 2024 và tại Việt Nam vào ngày 18 tháng 10 cùng năm. Sau khi ra mắt, tác phẩm nhận về những lời khen ngợi từ giới chuyên môn.

## Nội dung
Frida là một cô phục vụ đã phải lòng Slater King – một tỷ phú công nghệ khét tiếng. Sau đó, Frida theo chân King tới một hòn đảo thiên đường với rất nhiều thú vui xa xỉ, tuy nhiên đời không như là mơ bởi hòn đảo thiên đường này lại là nơi dễ đến nhưng khó đi. Tỷ phú Slater King dù được nhiều người ngưỡng mộ nhưng thực chất anh đang che giấu một bí mật khủng khiếp. Khi bức màn bí ẩn càng được vén lên thì Frida càng gặp nhiều rắc rối, và một cuộc thanh trừng đẫm máu đã xảy ra tại hòn đảo thiên đường.

## Diễn viên
- Naomi Ackie trong vai Frida
- Channing Tatum trong vai Slater King
- Christian Slater trong vai Vic
- Simon Rex trong vai Cody
- Adria Arjona trong vai Sarah
- Kyle MacLachlan trong vai Rich
- Haley Joel Osment trong vai Tom
- Geena Davis  trong vai Stacy
- Alia Shawkat trong vai Jess
- Levon Hawke trong vai Lucas

## Sản xuất
Zoë Kravitz bắt đầu viết kịch bản Tín hiệu cầu cứu với tựa đề làm việc gốc là Pussy Island (tạm dịch: Hòn đảo quái gở) vào năm 2017. Vào tháng 6 năm 2021, Kravitz đã tiết lộ rằng cô đang lên kế hoạch tạo ra một bộ phim đạo diễn đầu tiên của cô với kịch bản được cô đồng chấp bút cùng với E.T. Feigenbaum. Nam diễn viên Channing Tatum đã xác nhận tham gia vai diễn chính của phim tại thị trường phim Cannes, và hãng MGM đã thành công giành bản quyền để phân phối phim với thông tin về việc Naomi Ackie sẽ vào vai Frida, một nhân vật chính của phim. Tháng 5 năm 2022, Simon Rex là cái tên tiếp theo xác nhận tham gia vào bộ phim. Đến tháng 7 cùng năm, Christian Slater, Alia Shawkat, Geena Davis, Adria Arjona, Haley Joel Osment và Kyle MacLachlan lần lượt được thêm vào dàn diễn viên của phim.
Jordan Harkins và Stacy Perskie tham gia bộ phim với vai trò giám đốc sản xuất. Bộ phim được khởi quay vào ngày 23 tháng 6 năm 2022 với công đoạn sản xuất được thực hiện tại Mexico.

## Phát hành
Tín hiệu cầu cứu được công chiếu vào ngày 23 tháng 8 năm 2024 tại Mỹ do Amazon MGM Studios phân phối Tại thị trường quốc tế, bộ phim được ra mắt vào ngày 21 tháng 8 năm 2024 với vai trò phát hành do hãng Warner Bros. Pictures đảm nhận. Bộ phim cũng được khởi chiếu tại Việt Nam vào ngày 18 tháng 10 cùng năm.